# Amerikaanse zwaardschede
De Amerikaanse zwaardschede, ook wel “Amerikaans scheermes” genoemd, (Ensis leei; synoniemen: Ensis americanus (Gould, 1870) en Ensis directus (Conrad, 1844) sensu Abbott, 1954) is een in zee levend tweekleppig weekdier.

## Beschrijving

### Schelpkenmerken
De Amerikaanse zwaardschede heeft een dunne, zeer langwerpige en iets gebogen schelp. De onderrand loopt niet geheel parallel aan de bovenrand: de grootste hoogte ligt vrijwel in het midden. Voor- en achterzijde zijn hoekig afgerond en ongeveer even hoog. De umbo is geheel aan de voorzijde geplaatst.
Er is geen sculptuur en het oppervlak van de schelp is glad met alleen groeilijnen.
De soort heeft een heterodont slot met kleine tanden. De linkerklep heeft twee cardinale en twee laterale tanden, terwijl de rechterklep er van beide één heeft.

### Grootte van de schelp
- Lengte: tot 160 mm
- hoogte: tot 30 mm.

Kan in Amerika ongeveer 25 cm lang worden. Deze grootte wordt in Europa niet bereikt.

### Kleur van de schelp
Op een witachtige ondergrond zijn volgens de groeilijnen bruinpaarse strepen aanwezig. Het periostracum is olijfbruin en glanst sterk.

### Habitat en leefwijze
De Amerikaanse zwaardschede behoort tot de infauna en leeft van het intergetijdengebied tot in het bovenste deel van de subgetijdenzone.
De soort heeft een voorkeur voor slik en fijn zand met een gering deel aan silt en leeft tot enkele decimeters diep ingegraven.
De dieren leven vaak in hoge dichtheden bij elkaar.
Net als andere zwaardscheden heeft het dier een zeer krachtige voet, waarmee het zich razendsnel diep kan ingraven. De voet wordt uit de schelp gestulpt (waarbij hij langer dan de schelp zelf kan worden), dringt de bodem in en zwelt vervolgens aan het uiteinde op, waardoor de voet zich in de bodem verankert. Vervolgens trekt de voet zich samen waardoor de schelp de bodem in getrokken wordt, waarna de beweging zich herhaalt.
Als de plaats waar zij leven onder water staat, verplaatsen de dieren zich door het sediment naar boven tot zij zich heel dicht onder de zeebodem bevinden. Alleen de sifonen, die dienen voor de circulatie van zeewater waaruit het dier vervolgens zijn voedsel kan filteren, steken dan boven de zeebodem uit. De dieren kunnen ook (actief of passief door stroom of golfwerking) uit de bodem komen. Zij kunnen zich snel door het water verplaatsen: het zijn zeer goede zwemmers. Daarbij wordt water met hoge snelheid de schelp uit geperst waardoor het dier door het water schiet. Door dit verschillende malen te herhalen kunnen zij zich snel verplaatsen. Bij droogvallen kunnen de dieren zich op de hierboven beschreven manier diep de zeebodem ingraven.
De dieren kunnen ongeveer vijf jaar oud worden. Onderzoek uit 2006 en 2007 laat zien dat de Amerikaanse zwaardschede mede dient als voedsel voor o.a. zwarte zee-eenden en eidereenden.

### Voeding
De Amerikaanse zwaardschede is een filteraar en leeft van plankton en ander in het water zwevend voedsel, vooral algen.

### Fossiel voorkomen
Deze soort komt niet fossiel in Europa voor.

### Recent voorkomen

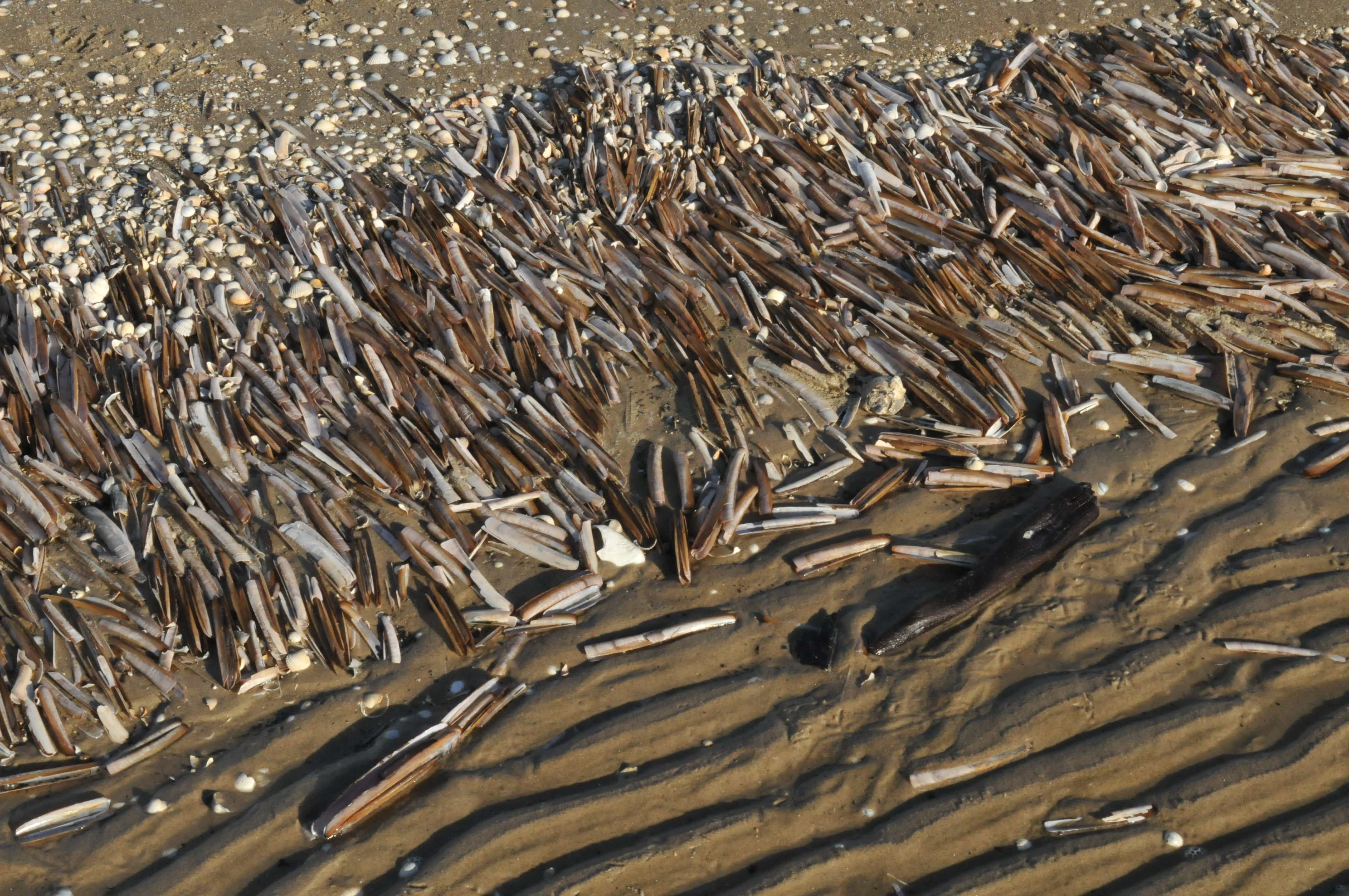
Amerikaanse zwaardschedes op het strand

In Nederland en België vaak massaal op het Noordzeestrand aangespoeld te vinden, meestal als doublet. 
De soort is waarschijnlijk in 1978 in de Duitse Bocht geïntroduceerd met ballastwater van een schip uit Amerika. In de vroege jaren 80 werd de soort voor het eerst in de Nederlandse Waddenzee aangetroffen. Inmiddels (2013) is de soort de meest voorkomende recente tweekleppige op het Nederlandse Noordzeestrand.

### Areaal
De soort leeft van oorsprong aan de Amerikaanse oostkust van Labrador tot aan South Carolina, mogelijk ook in Florida. In Europa (stand 2004) van de westkust van Zweden tot aan Cap de la Hague in Normandië.

## Verhouding tot de mens

### Exoot
Deze oorspronkelijk Amerikaans-Atlantische soort werd in 1978 voor het eerst aangetroffen in het estuarium van de Elbe. Vermoedelijk zijn larven daar met het ballastwater van schepen aangevoerd. Van daaruit heeft de soort zich binnen ongeveer tien jaar naar alle oostelijke kusten van de Noordzee verspreid, daarbij alle inheemse verwanten verdringend. Inmiddels heeft de soort zich ook op de Westkust van Zweden en langs de kusten van het Kanaal verbreid. De pelagische larven verblijven relatief lang vrij 'zwemmend' in het water. Door dit langdurige verblijf is de soort in staat zich zeer snel te verspreiden.

### Visserij
Ensis is een eetbaar schelpdier en wordt in Nederland, voor de Zeeuwse kust, de Hollandse kust en de Waddenkust gevist met speciale vissersschepen. De vangst wordt voornamelijk geëxporteerd naar Spanje, waar Ensis verwerkt wordt in paëlla en naar Italië. Bij het vissen op Ensis wordt de bodem losgemaakt door luchtinjectie of door waterstralen. Vervolgens worden de dieren opgezogen. Deze vorm van visserij leidt tot een aanzienlijke bodemberoering, zij het dat het beviste oppervlak gering is omdat de schepen met een zeer lage snelheid varen. In Nederland heeft men daarvoor een vergunning nodig op basis van de Visserijwet 1966. In die gebieden waar de Natuurbeschermingswet 1998 van toepassing is, heeft men tevens een Natuurbeschermingswet-vergunning nodig.